# Sjöaryd
Sjöared och Sjöaryd  är två sammankopplade byar i olika län och landskap. Sjöared ligger i Knäreds socken i Halland och Sjöaryd i Markaryds socken i Småland. 
En minnessten restes 1925 i Sjöared som ett minne över freden i Knäred den 20 januari 1613 mellan Danmark och Sverige.